# Chunian
Chunian (en ourdou : چُونياں) est une ville pakistanaise, située dans le district de Kasur, dans le nord de la province du Pendjab. Elle est aussi capitale du tehsil éponyme
La ville est située à seulement 70 kilomètres au sud de Lahore, deuxième plus grande ville du pays. Elle est située sur la route reliant Pattoki à Kasur, la capitale du district.
La population de la ville a été multipliée par plus de quatre entre 1972 et 2017 selon les recensements officiels, passant de 16 557 habitants à 72 678. Entre 1998 et 2017, la croissance annuelle moyenne s'affiche à 2,9 %, supérieure à la moyenne nationale de 2,4 %. Selon le recensement de 2023, la population de la ville monte à 87 547 habitants
|            | 1972 (rec.) | 1981 (rec.) | 1998 (rec.) | 2017 (rec.) | 2023 (rec.) |
| ---------- | ----------- | ----------- | ----------- | ----------- | ----------- |
| Population | 16 557      | 24 521      | 42 230      | 72 678      | 87 547      |